# Élections législatives de 1876 dans l'Indre
Les élections législatives de 1876 ont eu lieu les 20 février et 5 mars 1876;

## Résultats à l'échelle du département
| Partis         | Partis                            | Premier tour | Premier tour | Deuxième tour | Deuxième tour | Sièges |
| Partis         | Partis                            | Voix         | %            | Voix          | %             | Sièges |
| -------------- | --------------------------------- | ------------ | ------------ | ------------- | ------------- | ------ |
|                | Centre droit, Constitutionnels    | 22 709       | 36,49        | 4 248         | 30,02         | 1      |
|                | Bonapartistes                     | 17 729       | 28,49        | 4 819         | 34,05         | 2      |
|                | Gauche républicaine, Républicains | 9 510        | 15,28        |               |               | 0      |
|                | Union républicaine                | 6 674        | 10,23        | 1             |               |        |
|                | Centre gauche                     | 5 606        | 9,51         | 5 085         | 35,93         | 1      |
|                |                                   |              |              |               |               |        |
| Inscrits       | Inscrits                          | 77 094       | 100,00       | 17 398        | 100,00        | 5      |
| Votants        | Votants                           |              |              | 14 188        | 81,55         |        |
| Abstentions    | Abstentions                       |              |              | 3 210         | 18,45         |        |
| Blancs et nuls | Blancs et nuls                    |              |              | 36            | 0,25          |        |
| Exprimés       | Exprimés                          | 62 228       |              | 14 152        | 99,75         |        |

## Résultats par arrondissement

### Arrondissement de Châteauroux

#### 1recirconscription
| Candidats      | Candidats        | Étiquette       | Premier tour | Premier tour | Deuxième tour | Deuxième tour |
| Candidats      | Candidats        | Étiquette       | Voix         | %            | Voix          | %             |
| -------------- | ---------------- | --------------- | ------------ | ------------ | ------------- | ------------- |
|                | Pierre Lejeune   | Bonapartiste    | 5 135        | 36,16        | 4 819         | 34,05         |
|                | Alphonse Bottard | Centre gauche   | 4 572        | 32,20        | 5 085         | 35,93         |
|                | Auguste Balsan   | Constitutionnel | 4 492        | 31,64        | 4 248         | 30,02         |
|                |                  |                 |              |              |               |               |
| Inscrits       | Inscrits         | Inscrits        | 17 398       | 100,00       | 17 398        | 100,00        |
| Votants        | Votants          | Votants         |              |              | 14 188        | 81,55         |
| Abstention     | Abstention       | Abstention      |              |              | 3 210         | 18,45         |
| Blancs et nuls | Blancs et nuls   | Blancs et nuls  |              |              | 36            | 0,25          |
| Exprimés       | Exprimés         | Exprimés        | 14 199       |              | 14 152        | 99,75         |

#### 2ecirconscription
| Candidats      | Candidats      | Étiquette                | Premier tour | Premier tour |
| Candidats      | Candidats      | Étiquette                | Voix         | %            |
| -------------- | -------------- | ------------------------ | ------------ | ------------ |
|                | Paul Dufour    | Bonapartiste             | 5 239        | 54,45        |
|                | David          | Républicain conservateur | 4 382        | 45,55        |
|                |                |                          |              |              |
| Inscrits       | Inscrits       | Inscrits                 | 11 451       | 100,00       |
| Votants        | Votants        | Votants                  | 9 674        | 84,48        |
| Abstention     | Abstention     | Abstention               | 1 777        | 15,52        |
| Blancs et nuls | Blancs et nuls | Blancs et nuls           | 53           | 0,55         |
| Exprimés       | Exprimés       | Exprimés                 | 9 621        | 99,45        |

### Arrondissement d'Issoudun
| Candidats      | Candidats      | Étiquette                           | Premier tour | Premier tour |
| Candidats      | Candidats      | Étiquette                           | Voix         | %            |
| -------------- | -------------- | ----------------------------------- | ------------ | ------------ |
|                | Alfred Leconte | Union républicaine (Extrême gauche) | 6 674        | 53,62        |
|                | Jean Dufour    | Centre droit                        | 5 772        | 46,38        |
|                |                |                                     |              |              |
| Inscrits       | Inscrits       | Inscrits                            | 14 701       | 100,00       |
| Votants        | Votants        | Votants                             | 12 504       | 85,06        |
| Abstention     | Abstention     | Abstention                          | 2 197        | 14,94        |
| Blancs et nuls | Blancs et nuls | Blancs et nuls                      | 58           | 0,46         |
| Exprimés       | Exprimés       | Exprimés                            | 12 446       | 99,54        |

### Arrondissement de La Châtre
| Candidats      | Candidats               | Étiquette       | Premier tour | Premier tour |
| Candidats      | Candidats               | Étiquette       | Voix         | %            |
| -------------- | ----------------------- | --------------- | ------------ | ------------ |
|                | Étienne de Saint-Martin | Bonapartiste    | 7 355        | 56,97        |
|                | Pessary                 | Constitutionnel | 3 336        | 25,84        |
|                | Etienne-William Vergne  | Républicain     | 2 220        | 17,19        |
|                |                         |                 |              |              |
| Inscrits       | Inscrits                | Inscrits        | 16 624       | 100,00       |
| Votants        | Votants                 | Votants         | 12 945       | 77,87        |
| Abstention     | Abstention              | Abstention      | 3 679        | 22,13        |
| Blancs et nuls | Blancs et nuls          | Blancs et nuls  | 34           | 0,26         |
| Exprimés       | Exprimés                | Exprimés        | 12 911       | 99,74        |

### Arrondissement de Le Blanc
| Candidats      | Candidats       | Étiquette      | Premier tour | Premier tour |
| Candidats      | Candidats       | Étiquette      | Voix         | %            |
| -------------- | --------------- | -------------- | ------------ | ------------ |
|                | Clément Laurier | Centre droit   | 9 109        | 69,80        |
|                | L. Fourbelle    | Républicain    | 2 908        | 22,28        |
|                | Gustave Lebaudy | Centre gauche  | 1 034        | 7,92         |
|                |                 |                |              |              |
| Inscrits       | Inscrits        | Inscrits       | 16 920       | 100,00       |
| Votants        | Votants         | Votants        | 13 237       | 78,23        |
| Abstention     | Abstention      | Abstention     | 3 683        | 21,77        |
| Blancs et nuls | Blancs et nuls  | Blancs et nuls | 186          | 1,41         |
| Exprimés       | Exprimés        | Exprimés       | 13 051       | 98,59        |